# Čínské flétny
Čínské flétny jsou dechové hudební nástroje pocházející z Číny. Většinou se vyrábí z bambusu a řadí se do skupiny bambusových nástrojů, ačkoli se někdy na jejich výrobu používají i jiné materiály, například nefrit. Rozdělují se na několik typů.

## Příčné flétny
- Ti-c’ – s variacemi qudi a bangdi; jde především o příčné flétny vyráběné z bambusu s membránou, jež vytváří originální bzučivý zvuk
- Koudi – flétna s otevřenými konci, na kterou se hraje z prostředka
- Tuliang – velká flétna s otevřenými konci, na kterou se hraje z prostředka
- Chi – starodávná flétna s uzavřenými konci a otvory na prsty vpředu, na kterou se hraje z prostředka
- Hengxiao – dizi bez membrány
- Xindi – plně chromatická dizi bez membrány
- Jiajian di – dizi s klávesami a bez membrány

## Flétny, do kterých se fouká od konce
Na tyto flétny se hraje tak, že se vzduch fouká přímo do náústku.
- Siao – vertikální bambusová flétna
- Ku-ti –  starodávná vertikální flétna vyráběná z kostí velkých ptáků
- Pchaj-siao – Panova flétna s typicky vroubenými či zakřivenými foukacími otvory umožňujícími lepší výraz
- Sün – hliněná kulová flétna

Ujgurské a mongolské menšiny také ke hře používají verzi turecké flétny ney.

## Zobcové flétny
Na tyto flétny se hraje tak, že se vzduch fouká skrz píšťalový zobec – vzduchový kanálek.
- Jiexiao – "sestřička xiao" je jednou z mnoha forem zobcové flétny
- Dongdi – speciální zobcová flétna s přídavnou vnitřní píšťalou
- Paidi – zobcové flétny
- Taodi a Wudu – čínská jílová okarína

## Flétny s průrazným jazýčkem
Tyto flétny používají na rozechvění vzduchu jazýček, ale jinak potřebují podobnou dechovou podporu a prstoklad jako jiné flétny.
- Bawu – příčná flétna, ve které zvuk produkuje kovový plátek v náústku a je tak podobný zvuku klarinetu[5]
- Hulusi – vertikální flétna laděná v C, vyrobená z ozvučné tykve s jazýčkem a bambusu s bohatě zdobenými píšťalami s až třemi hlasy ovladatelnými páčkami[6]

## Galerie

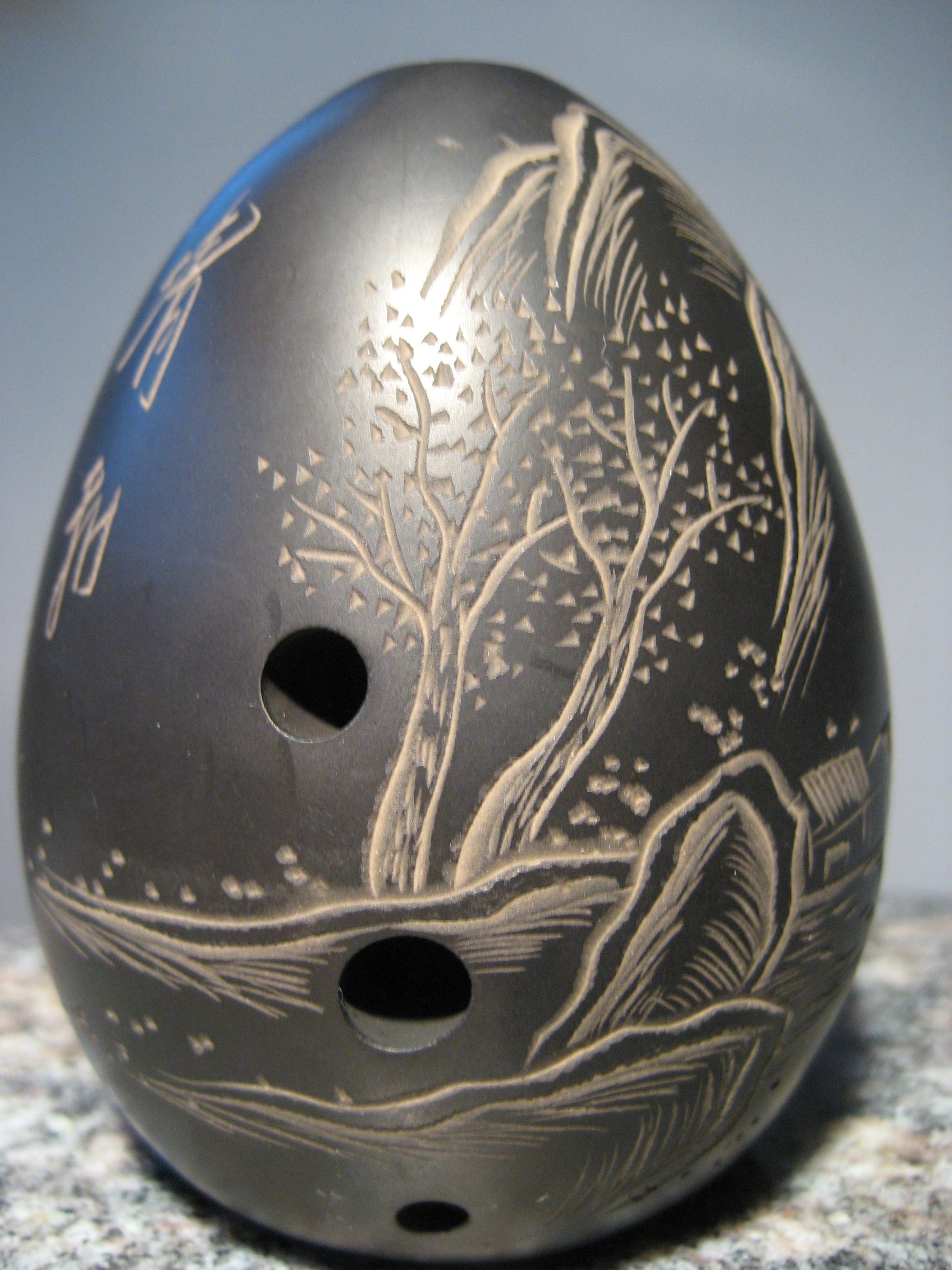
Xun
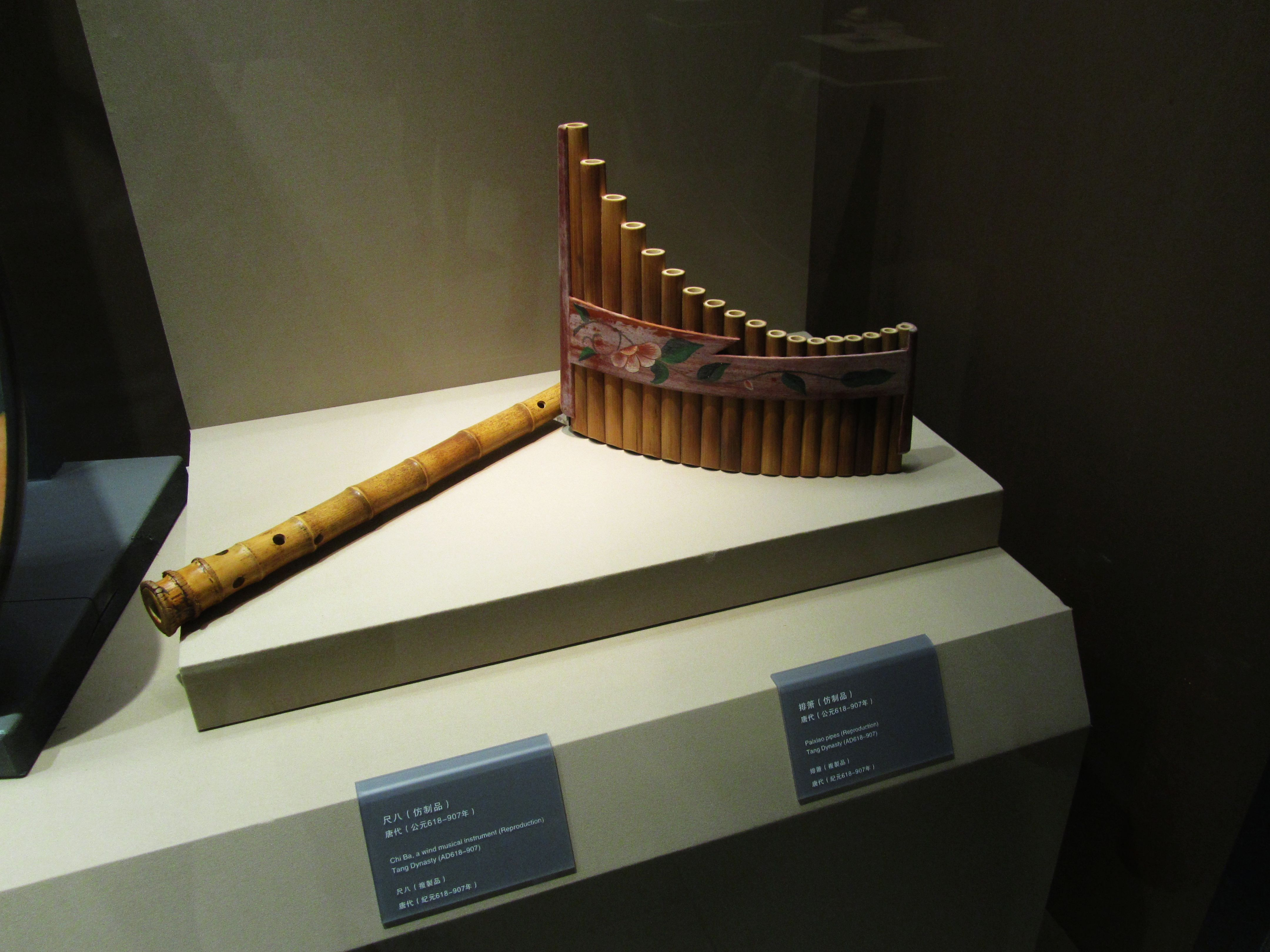
Paixiao a japonská shakuhachi
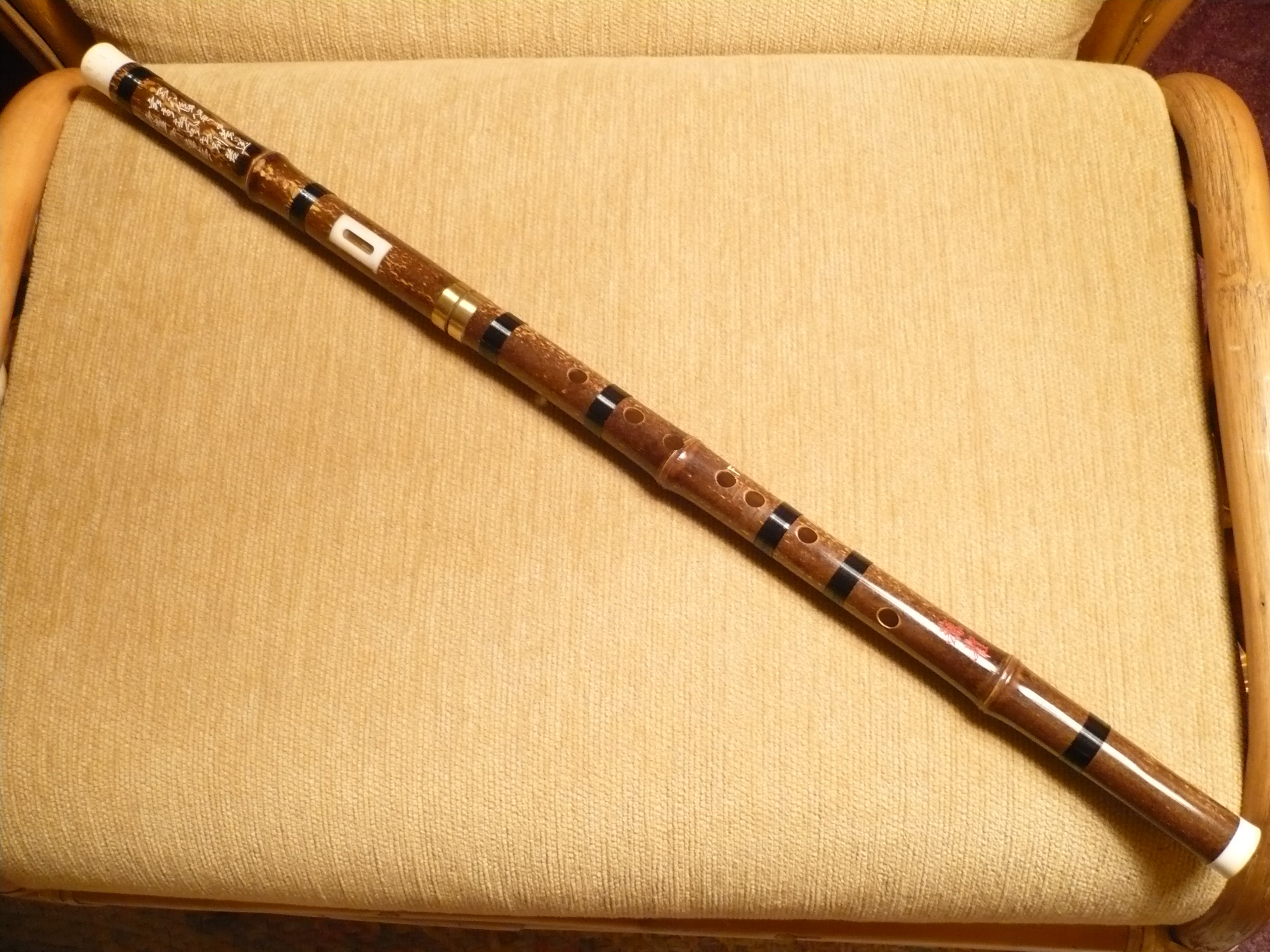
Bawu
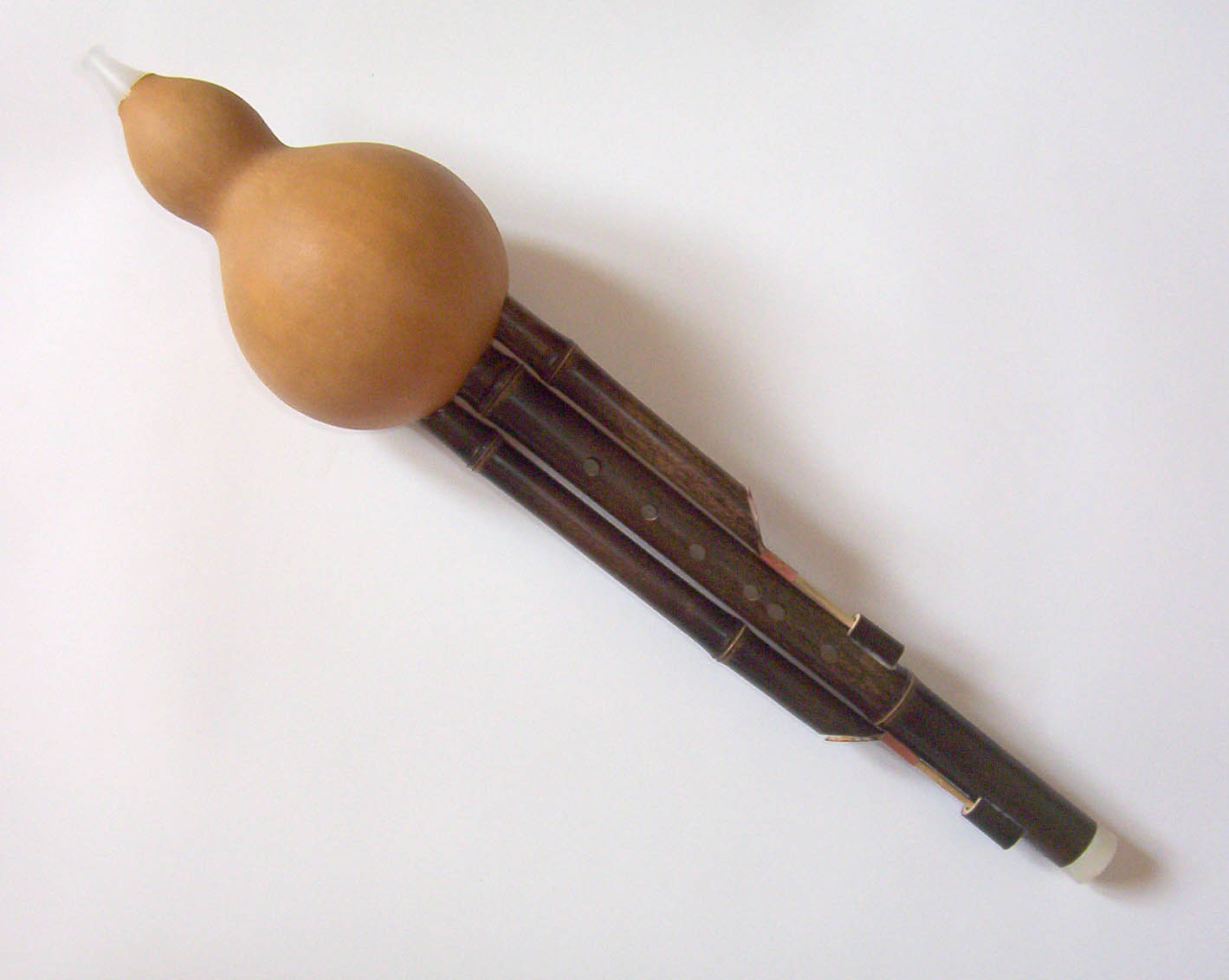
Hulusi
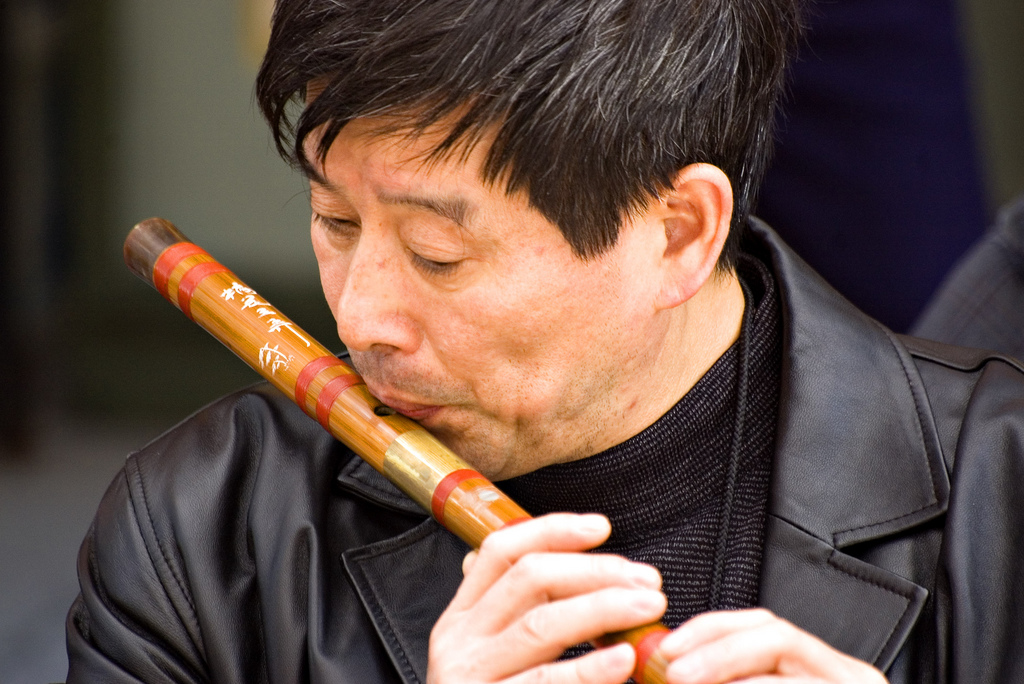
Hráč na dizi
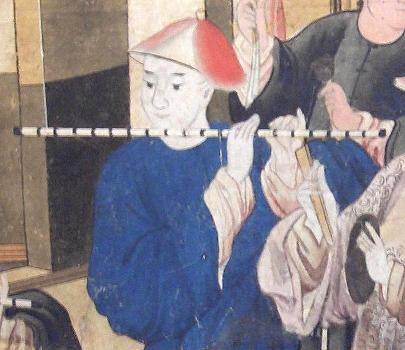
Hráč na dizi na starodávné čínské tapetě
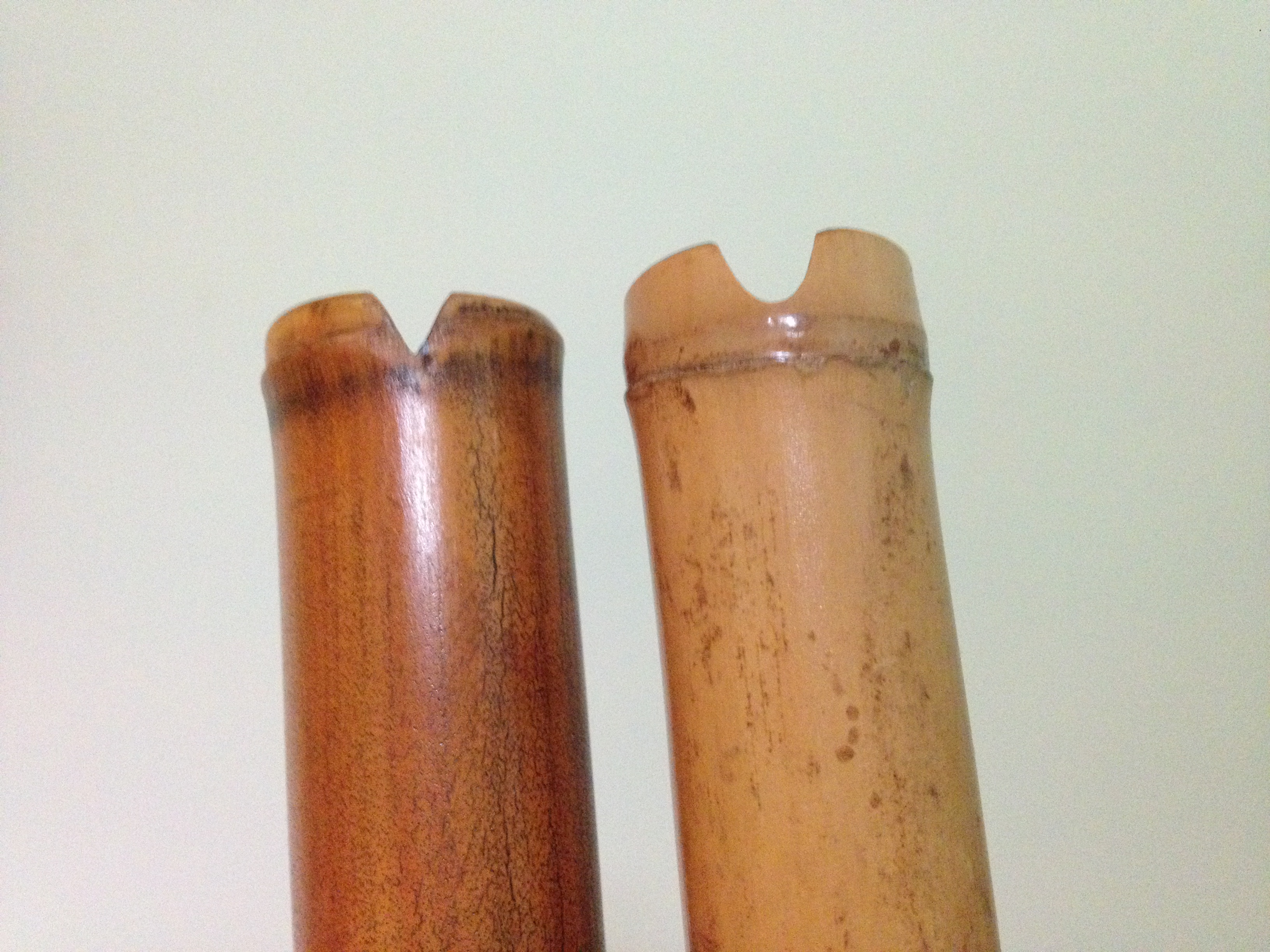
Hrací otvory tvaru písmen V a U na flétnách xiao